# Flughafen Dakar-Léopold Sédar Senghor

i8
i11
i13
Der Flugplatz Dakar, bis Oktober 1996 Flughafen Dakar-Yoff, ist ein zivil und militärisch genutzter Flugplatz im Stadtbezirk Yoff von Dakar, Senegal.
Bis zum 7. Dezember 2017 war er als Aéroport international Léopold-Sédar-Senghor (französisch, englisch Léopold Sédar Senghor International Airport) der internationale Flughafen von Dakar, der Hauptstadt des Landes auf der Cap-Vert-Halbinsel. Der Flughafen war der bedeutendste des Senegal und wurde von Flugzeugen bis zur Größe der Boeing 747 angeflogen.
Im Jahr 2015 wurden 1.682.815 Passagiere abgefertigt bei 21.759 Flugbewegungen.

## Geschichte
Große Bedeutung hatte der ehemalige Flugplatz Ouakam seit dem ersten Drittel des 20. Jahrhunderts, denn in den 1920er- und 1930er-Jahren mussten Flugzeuge, die von Europa nach Südamerika unterwegs waren, zum Auftanken zwischenlanden, was häufig in Dakar geschah. Die für die militärische und zivile Luftfahrt genutzte Basis erwies sich jedoch bald als unzureichend. Schon 1937 legten Air France, Lufthansa, Ala Litoria, Imperial Airways und British Airways dort regelmäßig Zwischenstopps ein.
Während des Zweiten Weltkriegs suchten französische Ingenieure 1941 einen Platz für einen größeren Flughafen. Sie wählten dafür schließlich die Ebene von Yoff, direkt nördlich an die Basis Ouakam angrenzend. Im Juni 1944 wurde der Flughafen Dakar-Yoff in Betrieb genommen und die Basis Ouakam wurde pallel dazu noch bis 1946 genutzt.
Auch der erste kommerzielle Flug der Air France mit dem Überschallverkehrsflugzeug Concorde, der im Jahr 1976 von Paris nach Rio de Janeiro führte, hatte einen Zwischenstopp in Dakar. Bis September 1987 war der Flughafen Dakar ein möglicher Notlandeplatz für das Space Shuttle bei einem Startabbruch.
Er war einer der fünf Main Hubs der 2002 aufgelösten multinationalen Fluggesellschaft Air Afrique. Der Flughafen wurde 1996 nach dem bekannten Schriftsteller und ehemaligen Präsidenten Senegals Léopold Sédar Senghor benannt. Zuvor wurde er Aéroport International de Dakar Yoff genannt, nach dem Stadtbezirk im Norden von Dakar.
Der Flughafen wurde früher auch aus deutschsprachigen Ländern direkt angeflogen, so zum Beispiel von Lufthansa, Swissair, German Cargo, Lufthansa Cargo, Condor und Hapag-Lloyd. Es gab auch Verbindungen mit Air France von Paris, mit Brussels Airlines von Brüssel, mit Iberia von Madrid sowie mit TAP von Lissabon. Delta Air Lines startete im Dezember 2006 eine Route zwischen Atlanta und Johannesburg, Südafrika, mit einem Zwischenstopp in Dakar.
Da langfristig der bestehende Flughafen den Ansprüchen an steigende Passagierzahlen und Frachtraten nicht genügte, wurde 45 km östlich von Dakar, in der Region Thiès bei Diass (Ndiass) seit 2007 der neue internationale Flughafen Aéroport international Blaise Diagne gebaut. Dieser wurde am 7. Dezember 2017 eröffnet.

## Zwischenfälle
- Am 13. April 1947 wurden bei der Bruchlandung einer Avro York der British South American Airways (BSAA) mit dem Luftfahrzeugkennzeichen G-AHEZ in schlechter Sicht sechs Passagiere getötet, die anderen neun Insassen überlebten.[5]

- Am 7. Juni 1947 wurde eine Amiot AAC.1 (Junkers Ju 52) der Air France (F-BAKV) auf dem Flughafen Dakar-Yoff aus nicht bekannten Gründen irreparabel beschädigt. Über Personenschäden ist nichts bekannt.[6]

- Am 23. Dezember 1949 kehrte eine Avro Lancastrian C.3 der italienischen Alitalia (I-AHBX) nach dem Start vom Flughafen Dakar-Yoff in Richtung Rom zum Ausgangsflughafen zurück. Nach der Landung kam es zu einem Motorbrand. Das Flugzeug brannte aus, nachdem alle Insassen evakuiert worden waren. Alle 13 Insassen, Besatzungsmitglieder und Passagiere, überlebten den Unfall.[7]

- Am 25. Juni 1953 überrollte eine aus Paris kommende De Havilland Comet 1A der Union Aéromaritime de Transport (UAT) (Kennzeichen F-BGSC) bei der Landung auf dem Flughafen Dakar-Yoff das Landebahnende. Sie kreuzte dabei einen Entwässerungsgraben, was zum Verlust ihres Fahrwerks führte, und blieb rund 40 Meter hinter dem Landebahnende auf dem Rumpf liegen. Alle zehn Passagiere und sieben Besatzungsmitglieder überlebten. Die erst acht Wochen alte Maschine wurde irreparabel beschädigt.[8]

- Am 29. August 1960 stürzte nahe dem Flughafen Yoff eine Lockheed L-1049G Super Constellation der Air France (F-BHBC) auf dem Flug von Paris über Monrovia nach Abidjan bei ungünstigem Wetter während des zweiten Landeversuchs zum Zwischenstopp in Dakar ins Meer. Alle 63 Insassen starben. Eine Ursache konnte nicht ermittelt werden (siehe auch Air-France-Flug 343).[9]

- Am 9. Oktober 1986 wurde bei dem Start einer Douglas DC-7C der US-amerikanischen T & G Aviation (N5903), betrieben für die United States Agency for International Development (USAID), Rauch  aus dem Triebwerk Nr. 3 (rechts innen) beobachtet. Als kurz danach das Fahrwerk eingefahren wurde, trat die Feuerwarnung von Triebwerk Nr. 4 (rechts außen) auf. Trotz des Abstellen dieses Motors verlor das Flugzeug an Höhe und wurde 6 Kilometer vom Startflughafen Dakar-Yoff entfernt notgewassert. Alle 3 Besatzungsmitglieder kamen ums Leben, während der einzige Passagier überlebte. Mit der Maschine sollten Schädlingsbekämpfungsmittel für die Bekämpfung der Heuschreckenplage eingesetzt werden.[10]